# Sphagnum subacutifolium
Sphagnum subacutifolium là một loài rêu trong họ Sphagnaceae. Loài này được Schimp. mô tả khoa học đầu tiên năm 1895.